# Joaquín Garrigues Díaz-Cañabate
Joaquín Garrigues Díaz-Cañabate (Madrid, 20 de diciembre de 1899-íd., 10 de enero de 1983) fue un abogado y catedrático de derecho mercantil español. Cofundador del despacho Garrigues, el mayor despacho de abogados de España, junto a su hermano Antonio Garrigues Díaz-Cañabate, i marqués de Garrigues.

## Biografía
Hijo del abogado Joaquín Garrigues Martínez, fue hermano del diplomático y ministro Antonio Garrigues Díaz-Cañabate y del arquitecto Mariano Garrigues Díaz-Cañabate.
Tras doctorarse en Derecho con la tesis Sobre depósito irregular, trabajó como Ayudante de clases prácticas de Historia del Derecho en la cátedra de Felipe Clemente de Diego. En 1927 obtuvo la cátedra de Derecho Mercantil, especialidad de la que fue uno de los principales exponentes en España durante décadas.
Progresista en su juventud, fue uno de los fundadores de la Federación Universitaria Escolar, aunque en la década de 1930 se aproximó a Falange. En 1938 redactó, junto a Francisco Javier Conde, un borrador para el Fuero del Trabajo, inspirado en la Carta del Lavoro fascista italiana, que fue desechado.
Durante la dictadura franquista compaginó la docencia universitaria con la abogacía, impulsó la Revista de Derecho Mercantil (1946) y apostó por la reforma de las sociedades anónimas e inspiró y redactó el anteproyecto de la Ley de Sociedades Anónimas de 1951.
En la posguerra desarrolló su actividad profesional como abogado de prestigio, fundando en 1941, con su hermano Antonio Garrigues (notario) el bufete de abogados "J&A Garrigues", actualmente denominado Garrigues, uno de los más importantes de España.

## Obras
- Sobre algunos puntos del Código penal: ensayo de crítica práctica. Madrid, Reus, 1920.
- Nuevos hechos, nuevo Derecho de la Sociedad Anómima. Madrid, Revista de Derecho Privado, 1933.
- Curso de Derecho mercantil (3 vols.). Madrid, S. Aguirre, 1936-1940.
- Tres conferencias en Italia sobre el Fuero del Trabajo. Madrid, Fe, 1939[5]
- Tratado de Derecho Mercantil. Madrid, S. Aguirre, 1947-1963.
- Comentario a la Ley de Sociedades Anónimas. Madrid, S. Aguirre, 1952.
- Negocios fiduciarios en Derecho mercantil. Madrid, Cívitas, 1955.
- Contratos Bancarios. Madrid, S. Aguirre, 1958.
- La defensa de la competencia mercantil. Madrid, Banco Urquijo, 1964.
- Hacia un nuevo Derecho mercantil. Madrid, Tecnos, 1971.
- Contrato de seguro terrestre. Madrid, S. Aguirre, 1973.
- Dictámenes de Derecho mercantil. Pamplona, Aranzadi, 1976.
- Temas de Derecho vivo. Madrid, Tecnos, 1978.
- Negocios fiduciarios en Derecho mercantil. Madrid, Cívitas, 1978.
- La letra de cambio en el sistema bancario español. Madrid, Asociación Española de Banca Privada, 1979.